# مگنوس نورمن
 مگنوس نورمن (انگلیسی: Magnus Norman؛ زاده ۳۰ مهٔ ۱۹۷۶) یک تنیس‌باز اهل سوئد است.